# 宰拜爾傑德島

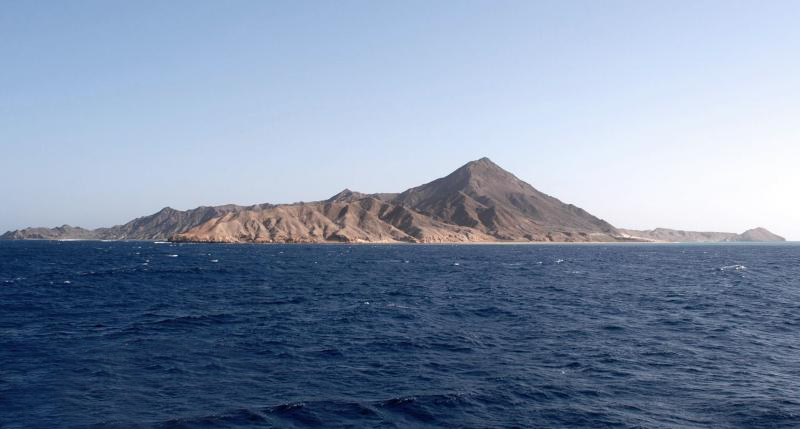
宰拜爾傑德島

宰拜爾傑德島（羅馬化：Geziret El Zabargad），在英殖時期又名聖約翰島（英語：St. John's Island），是埃及的島嶼，位於紅海Foul Bay，長3.5公里、寬2.8公里，面積4.5平方公里，是該島所屬群島的最大者。距離本島最近的其他島嶼為"Rocky Island"，位於北回归线稍北，最高點海拔高度235米，該島被劃入國家公園範圍，島上無人居住。
該舊的文獻可能紀述該島的地質為第四紀的火山噴出物，但現時的意見認為該島的構成是來自上地幔的噴出物。

## 自然
儘管該島由於土地貧脊，植被稀疏，但
其地理位於北迴歸線上，加上紅海豐盛及多樣化的生物物種，島嶼海域的海洋生物亦很豐盛。

### 珊瑚及海洋生物
環島海域均長有珊瑚，成為了海島的自然屏障。這些生長於約海平面以下25米的珊瑚，也為其他海洋生物提供棲息地。不過，由於當地因應潜水活動帶動的旅遊業發展， 遊客日益增加，對珊瑚群落造成破壞。
在鄰近水體及珊瑚可發現的漁獲計有：
- 鳐总目
- 鯙科s
- 八腕目
- 長頭乳突鯒
- 墨鱼目

## 外部連結
- St. John's Island peridot information and history（页面存档备份，存于） at Mindat.org
- Bird Life Information（页面存档备份，存于）

23°36′35″N 36°11′45″E / 23.60972°N 36.19583°E